# 異聞集 (陳翰)
『異聞集（いぶんしゅう）』は、晩唐の陳翰（ちんかん）が唐代の代表的伝奇作品を集めて編んだ撰集。全10巻。
当該分野の撰集として確認できる最古のもので、伝奇代表作の多くを収めかつ広く読まれたであろう点で中国小説史における影響の大きさが指摘されるが完本は現伝しない。

## 編者
編者陳翰の履歴は『新唐書』芸文志に唐末の屯田員外郎（工部の判官）と説明されるのみで詳らかでない。王夢鷗（おうぼうおう）は唐尚書省郎官石柱を基に、宣宗の大中6年（基督教暦852年。下皆效此）以降に金部員外郎（戸部の判官）に任ぜられ、僖宗乾符元年（874年）以前に庫部員外郎（兵部の判官）へ、それより更に屯田員外郎へと転じてこれが極官となり、乾符の末（乾符は6年迄）に少なくも60を越した享年で卒したものと考証している。

## 沿革
現伝する遺篇の範囲では「冥音録（めいおんろく）」に現れる文宗の開成5年（840年）の年紀が最下限であり、宣宗の大中及び次の懿宗の咸通の間（847年から874年）には既に本集の流布が窺えるので、文宗の会昌年間（841年から847年）頃の成立と見て大過無いものと思われる。その後、『新唐書』芸文志、『崇文総目（すうぶんそうもく）』、晁公武（ちょうこうぶ）『郡斎読書志』、陳振孫『直斎書録解題』、尤袤『遂初堂書目（すいしょどうしょもく）』、に全10巻と著録されているので宋代には完本として流伝していたらしい事が判るが、宋末元初の馬端臨『文献通考』に「異聞集十巻」とあるのを最後に本集を著録する者はいなくなり、かつ馬書も『郡斎読書志』と『直斎書録解題』を引載するのみで自身の意見を述べない事から直接繙いた訳では無かろう事が推知され、また、『宋史』芸文志に見えるもののそれも同様に直接の検験は経ていなさそうなので南宋末期には既に散逸していたようであって、『太平広記』（広記）その他に転録された40余篇が遺されるのみである。なお、陳振孫の目にした本集に「王魁（おうかい）」の篇があって陳は明らかな後人の勦入であると指摘しているが、そこから既に原集全10巻に他からの増補編纂が加わる余地の生じていた事が判り、その余地は他面では散逸の経過中であった事を示すものとも思われ、また、元代に伝わらなかったのは本集所収の主要作が『広記』に転載され、その『広記』が宋末に流布するようになって本集の存在が淘汰された為ではないかと考えられる。

## 内容
現伝する遺篇は代表的唐代伝奇と目される作が多く、原集そのものかはともかくも当時流伝の完本に目を通したと覚しき晁公武はその姿を、唐代の伝や記に見える奇怪の事を類聚して一書と成したものと総括している。現伝諸篇から窺える範囲では、編者陳は自作を混載させるのではなく一編輯者に徹したようで、作家的才能は不明であるもののその鑑識眼の高さは評価され、上述の如く『広記』が伝奇代表作の多くを本集から引き、中でも名作と評される作を本集の出処に帰している点からは宋代に伝奇の主要作がもっぱら本集を通して読まれていたらしい事と、とりわけそのほとんどは単行作であったらしく単行の故に散逸の危険も大であった事から本集の存在無くしては『李娃伝（りあでん）』も『南柯太守伝（なんかたいしゅでん）』も現伝しなかったかも知れない点を考慮すると本集編纂には量り知れない価値があったと言える。ただし、編纂に際しては原作品を忠実に写録した訳では無く、彼の時代の読者に便宜を供する為に文の流れを断ち切る形で語注を施入したり、時には文や字句の改変に及んでいる場合も見られる。
本集の遺篇は『広記』に「出異聞集（異聞集に出づ）」として、あるいは誤って「出異聞録」乃至「出異聞記」として（希望的には恐らく）全文乃至略全文が引かれた諸則と、節略されてはあるが曾慥（そうぞう）『類説（るいせつ）』所収の25則及び朱勝非（しゅしょうひ）（カ？）『紺珠集（こんじゅしゅう）』の13則25条その他がある。それらの大半は重複しており（おまけ参照）、そこから『広記』以外の逸文と『広記』とを比較する事で「出異聞集」とはされない若干則も本集に収められていた事が判るが、それを入れても全10巻あったという分量から推すとなお原集の全体像を窺わせる迄には至っていない。

## 外部鏈接
- 『類説』巻28（中國哲學書電子化計劃）
- 『紺珠集』巻10（中國哲學書電子化計劃）

## おまけ：異聞集の遺文集
＊王夢鷗『陳翰異聞集校補考釋』、程毅中「『異聞集』考」（『古小説簡目』附録2）に拠り作成。

＊「広記」欄で赤く塗るのは本集を出処とする則（含推定、存疑）。

＊各篇の番号は程「『異聞集』考」に效って仮に附したもの。1〜40、42は王、程両書採択。41、43、44は程書採択。
|          | 作者                     | 作品名（則名）      | 作品名（則名） | 作品名（則名）                           | 作品名（則名）                                        | 原典（但し推定）・備考 |
| 太平広記 | 作者                     | 類説                | 紺珠集         | その他                                   |                                                       | 原典（但し推定）・備考 |
| -------- | ------------------------ | ------------------- | -------------- | ---------------------------------------- | ----------------------------------------------------- | --- |
| 1        | 陸蔵用（りくぞうよう）   | 丹丘子（巻297）     | 神告録         | 丹丘子                                   |                                                       | 陸蔵用『神告録（しんこくろく）』。『広記』の則末に「出陸用神告録」とあり、『宋史』芸文志5に陸蔵用『神告録』1巻とある。 |
| 2        | 柳珵（りゅうてい）       | 上清（巻275）       | 上清伝         | ─                                        |                                                       | 『広記』に「出異聞集」とある。晁公武『郡斎読書志』小説類に、柳珵の『常侍言旨（じょうじげんし）』に「上清伝（じょうせいでん）」が「劉幽求伝（りゅうゆうきゅうでん）」と共に附録されていたとあり、『資治通鑑考異（しじつがんこうい）』巻19劉逸凖（淮）（りゅういつじゅん）条は「柳珵上清伝に曰く」と引いている。本集は『常侍言旨』から採録したものと考えられる。 |
| 3        | 不明                     | ─                   | 神異記         | ─                                        |                                                       | 未詳。晋の王浮有（おうふゆう）に『神異記（しんいき）』があるが別書。 |
| 4        | 張説                     | 李守泰（巻231）     | 鏡龍記         | ─                                        |                                                       | 張説『鏡龍図記』。『広記』に「出異聞録」とあるのは「異聞集」の誤り。 白居易と孔伝（こうでん）の『白孔六帖』巻13「鏡」の水心鏡条に「唐説鏡龍記」（唐説は張字の脱）として節録される。王応麟『玉海』巻91「唐貢鏡仁寿鏡」や『宋史』芸文志5に張説撰『鑑（鑒）龍図記』1巻（鑑、鑒は宋朝の翼祖の諱「敬」に通音する「鏡」字を嫌名して改めたと思われる）として著録されているので宋代に単行されていた事が判る。 |
| 5        | 王度（おうど）           | 王度（巻230）       | 古鏡記         | 龍駒持月 紫珍 宝鏡気 金煙玉水 戴冠郎     |                                                       | 王度『古鏡記（こきょうき）』。『太平御覧』巻912狸条や顧況「戴氏広異記序」に「王度古鏡記」とあるので単行されていたようであるが『広記』は本集から引いている。ただし、撰者王度に就いてはその実在が疑われており、『崇文総目（すうぶんそうもく）』や鄭樵『通志』に隋王勔（おうべん。勮や勃の兄）撰『古鑑（鑒）記』1巻が見えるのでこれを宋翼祖の諱を嫌名して改題したものと推定してこの勔を真の撰者と見る説も唱えられている。 |
| 6        | 薛用弱（せつようじゃく） | 韋仙翁（巻37）      | 韋仙翁         | 韋仙翁                                   |                                                       | 羅泌（らひつ）『路史（ろし）』巻37発揮6の「関龍逢」に『集異記』からとして摘録があり、その書は薛用弱の伝奇集『集異記（しゅういき）』であると思われ、だとすると『広記』に「出異聞集」とあるのは薛集からの転録という事になる。 |
| 7        | 沈既済                   | 呂翁（巻82）        | 枕中記         | 邯鄲枕                                   |                                                       | 『広記』に「出異聞集」とあるが、原書は沈既済の『枕中記』。 『文苑英華』巻833や李肇（りちょう）『唐国史補（とうこくしほ）』巻下に『枕中記』と見え、房千里（ぼうせんり）「骰子選格序（とうしせんかくじょ）」には「沈拾遺（既済）述枕中事」とある。ただし『広記』つまり本集の文は『文苑英華』所引のものと文字にかなりの異同があり、編者陳翰が手を入れた様を窺わせる。 |
| 8        | 戴孚 (たいふ)            | 僕僕先生（巻22）    | 僕僕先生       | ─                                        |                                                       | 戴孚「僕僕先生（ぼくぼくせんせい）」カ。『広記』は「出異聞集及広異記」と2書を出処としており、両書を掲げるのは本集が戴の伝奇集『広異記（こういき）』から転録した事情を指すか。 |
| 9        | 許堯佐（きょぎょうさ）   | 柳氏伝（巻485）     | 柳氏述         | ─                                        |                                                       | 許堯佐『柳氏伝（りゅうしでん）』。『広記』に「柳氏伝許堯佐撰」と題して出処を示さないので当時の単行が知られる。 同話の皇都風月主人（こうとふうげつしゅじん）『緑窗新話（りょくそうしんわ）』巻上「沙吒利（さたり）、韓翃の妻を奪う」条は「異志」を典拠に挙げるが、その「異志」は本集を指すか。 |
| 10       | 白行簡                   | 李娃伝（巻484）     | 汧国夫人伝     | ─                                        |                                                       | 白行簡『李娃伝（りあでん）』。『広記』には「出異聞集」とある。ただし、原書名を『類説』に従って『汧国夫人伝（けんこくふじんでん）』とする説や『一枝花（いっしか）』とする説があり、更に白作を疑う説もある。 |
| 11       | 李朝威（りちょうい）     | 柳毅（巻419）       | 洞庭霊姻伝     | 橘社 雨工 濯錦小児 風鬟霧鬢 元珠閣火経論 |                                                       | 『広記』に「出異聞集」とあり、『緑窗新話』「柳毅、洞庭の竜女を娶る」条も同様に注記する。原典は李朝威『柳毅伝（りゅうきでん）』として近代以降通行しているが、宋人の著作にはもっぱら『類説』に見える「洞庭霊姻伝（どうていれいいんでん）」の作品名で引かれている。 |
| 12       | 蒋防（しょうぼう）       | 霍小玉伝（巻487）   | 霍小玉伝       | ─                                        |                                                       | 『広記』は「霍小玉伝蒋防撰」と題して出処は示していないので宋代に『霍小玉伝（かくしょうぎょくでん）』として単行されていた事が判る。 |
| 13       | 不明                     | ─                   | 華嶽霊姻       | ─                                        |                                                       | 未詳。『緑窗新話』巻上に「韋（い）卿、華陰の神女を娶る」条が載せられ『異聞集』を典拠にしたと注してある。 |
| 14       | 沈亜之（しんあし）       | 沈警（巻326）       | 感異記         | 織女斜河                                 |                                                       | 『広記』に「出異聞録」とあるのは本集の誤り。本作中の詩句に『詩人玉屑（しじんぎょくせつ）』が引く沈亜之の詩と同じ句が見えるので本作も沈作の可能性がある。 |
| 15       | 陳玄祐（ちんげんゆう）   | 王宙（巻358）       | 離魂記         | ─                                        |                                                       | 陳玄祐『離魂記（りこんき）』。『広記』の則末に「出陳玄祐離魂記」とあって宋代に単行されていた事が判る。同話として『緑窗新話』巻上に『異聞録』から引いた「張倩娘（ちょうせんじょう）、離魂して壻に奔る」条が見える。 |
| 16       | 元稹                     | 鶯鶯伝（巻488）     | 伝奇           | ─                                        |                                                       | 元稹『鶯鶯伝（おうおうでん）』。『広記』に「鶯鶯伝元稹撰」と題して出処は示していないので宋代に単行されていた事が判るが、その書名が『広記』の如く『鶯鶯伝』であったのか『類説』の如く『伝奇（でんき）』であったのかに就いては説が分かれている。 |
| 17       | 不明                     | ─                   | 相如挑琴       | ─                                        |                                                       | 本作は『漢書』司馬相如伝に基づいた司馬相如と卓文君の故事を述べており、当該故事を題材にした小説が存して流行していた為に採録されたものと思われる一方で、後人に依る勦入も疑われる。 |
| 18       | 李公佐                   | 淳于棼（巻475）     | 南柯太守伝     | 槐安国 南柯太守 檀蘿国                   |                                                       | 李公佐『南柯太守伝（なんかたいしゅでん）』。李肇『国史補』巻下に「称李公佐南柯太守」とあり唐代に単行流布していた事が判るが、宋代『広記』は「出異聞録」と本集から引く（「録」は「集」の誤り）。なお、『国史補』に拠れば唐代には『南柯太守』と題されていたように見受けられるが、魯迅は原題を『南柯太守伝』と推定している。 |
| 19       | 鄭権（ていけん）         | 姚氏三子（巻65）    | 三女星精       | 三女降星                                 |                                                       | 鄭権『御史姚生（ぎょしとうせい）』。『広記』に「出神仙感遇伝」とあり、杜光庭『神仙感遇伝（しんせんかんぐうでん）』巻之3に「御史姚生」と題して収められ、その冒頭に「鄭州刺史鄭権の叙して云く」とある。杜は唐最末期以降の人物なので本集の方が出典としては早い。『緑窗新話』巻上「星女配姚御史児」条は同話でそこに『異聞録』から引くとある。 |
| 20       | 李公佐                   | 謝小娥伝（巻491）   | 謝小娥伝       | ─                                        |                                                       | 李公佐『謝小娥伝（しゃしょうがでん）』。『広記』に「謝小娥伝李公佐撰」と題して出処は示していないので当書が宋代に単行されていた事が判る。 なお、『類説』では則末に「幽恠（怪）録所載小異、故両存之」と記して牛僧孺の『幽怪録（玄怪録）』中に酷似した話が収録されているとし、同書巻11の『幽怪録』中で「申蘭申春（しんらんしんしゅん）」と題して「尼妙寂（にみょうじゃく）」を収めている。 |
| 21       | 不明                     | 冥音録（巻489）     | 冥音録         | 夢伝十曲 修文舍人                        |                                                       | 未詳。元末明初の『説郛（せっぷ）』 卷第114や明刻本『虞初志（ぐしょし）』、清代の『唐人説薈（とうじんせつわい）』等に朱慶余（しゅけいよ）撰『冥音録』とあるが所拠不明。 |
| 22       | 李景亮                   | 李章武（巻340）     | 碧玉檞葉       | 碧玉檞葉                                 |                                                       | 原典は『広記』の則末に「出李景亮為作伝」と記し、近代以降李景亮『李章武伝（りしょうぶでん）』として通行する。 |
| 23       | 牛僧孺（存疑）           | 周秦行記（巻489）   | 周秦行記       | 月地雲階 玉奴不負東昏                    |                                                       | 『広記』は「周秦行記牛僧孺撰」と題して出処を示さないので『周秦行記（紀）（しゅうしんこうき）』の題で宋代に単行されていた事が判るが、宋の賈黄中（かこうちゅう）以降夙に韋瓘の偽作が疑われている。 |
| 24       | 沈亜之                   | 太学鄭生（巻298）   | 湘中怨         | ─                                        |                                                       | 沈亜之の『沈下賢文集』巻第2に「湘中怨解」と題して収められる（「湘中怨辞」に作る本もある）。『文苑英華』巻358にも引かれ、同書に拠れば張君房『麗情集（れいじょうしゅう）』にも引かれていたらしい。『広記』は「出異聞集」とす。 |
| 25       | 沈既済                   | 任氏（巻452）       | 任氏伝         | ─                                        |                                                       | 『広記』は則末に「沈既済撰」と注記するのみで出処を示していないので宋代に『任氏伝』と題して単行されていた事が判る。 |
| 26       | 温畬（おんよ）           | 李行修（巻160）     | ─              | 稠桑老人                                 |                                                       | 『広記』に「出続定命録」とあり、『新唐書』志第49芸文3に温畬『続定命録（ぞくていめいろく）』1巻と見える。 |
| 27       | 李吉甫（りきっぽ）       | 鄭欽悦（巻391）     | ─              | 鐘山壙銘                                 |                                                       | 『広記』に「出異聞記」とあるのは本集の誤り。「編次鄭欽悦弁大同古銘記」を引載して「趙郡李吉甫記」と結んでおり、『新唐書』芸文志に載る李作『梁大同古銘記（りょうだいどうこめいき）』1巻が原書と思われる。なお、鄭欽悦は新旧両唐書の列伝に載る鄭欽説（ていきんえつ）の事。 |
| 28       | 不明                     | 白皎（巻78）        | ─              | ─                                        |                                                       | この3篇、『広記』に「出異聞集」とあるが他に見えず未詳。 |
| 29       | 不明                     | 王生（巻79）        | ─              | ─                                        |                                                       | この3篇、『広記』に「出異聞集」とあるが他に見えず未詳。 |
| 30       | 不明                     | 賈籠（巻79）        | ─              | ─                                        |                                                       | この3篇、『広記』に「出異聞集」とあるが他に見えず未詳。 |
| 31       | 沈亜之                   | 沈亜之（巻282）     | ─              | ─                                        |                                                       | 『広記』に「出異聞集」とあり、任淵（じんえん）も『後山詩注（こうざんしちゅう）』巻11の「晩泊」の注で「沈亜之夢中作舞辞曰」として本集から引いている。原典は『沈下賢文集』巻第2に収める「秦夢記（しんぼうき）」であろう。 |
| 32       | 不明                     | 秀師言記（巻160）   | ─              | ─                                        |                                                       | 未詳。『広記』に「出異聞録」とあり、他の例から推して本集収録作であったと思われる。 |
| 33       | 沈亜之                   | 邢鳳（巻282）       | ─              | ─                                        |                                                       | 原典は『沈下賢文集』巻第4の「異夢録（いぼうろく）」であろう。『広記』は「出異聞録」とあるが「秦夢記」の例から本集の誤りと類推できる。谷神子の伝奇集『博異志（はくいし）』も「沈亜之」と題して同じ話を録す。 |
| 34       | 不明                     | 韋安道（巻299）     | ─              | ─                                        |                                                       | 未詳。『広記』に「出異聞録」とあるのは他例から本集を指すと思われる。劉克荘（りゅうこくそう）『後村詩話（こうそんしわ）』巻1に「唐人叙述奇遇、如后土夫人事、托之韋郎」とあって、瞿佑（くゆう）『帰田詩話（きでんしわ）』巻上にも引用されているので、少なくも宋、明代には『后土夫人伝（こうどふじんでん）』の題で通行していたらしい。 |
| 35       | 不明                     | 解襆人（巻328）     | ─              | ─                                        |                                                       | この2篇、『広記』の同じ巻にごく短文が共載され、共に「出異聞録」とある。未詳。「異聞録」は他例からして本集の誤りと思われるが定かでない。 |
| 36       | 不明                     | 漕店人（巻328）     | ─              | ─                                        |                                                       | この2篇、『広記』の同じ巻にごく短文が共載され、共に「出異聞録」とある。未詳。「異聞録」は他例からして本集の誤りと思われるが定かでない。 |
| 37       | 不明                     | 独孤穆（巻342）     | ─              | ─                                        |                                                       | 未詳。『広記』に「出異聞録」とあるが恐らくは本集の誤り。 |
| 38       | 李公佐                   | 廬江馮媼（巻343）   | ─              | ─                                        |                                                       | 『広記』の則末に「公佐因為之伝。出異聞録」とある。「異聞録」は恐らく本集の誤り。近代以降は『廬江馮媼伝（ろこうふうおうでん）』で通行する。 |
| 39       | 不明                     | 雍州人（巻462）     | ─              | ─                                        |                                                       | 未詳。『広記』に「出異聞録」とあるのは本集の誤りかと思われるが定かでない。 |
| 40       | 薛用弱                   | 劉惟清（巻346）     | ─              | ─                                        |                                                       | 未詳。談刻本『広記』には「出異聞録」とあるが明鈔本『広記』には「出集異記」とある。従って本集所収作との確言は出来ないが、あるいは上掲薛用弱『集異記』から、または陸勲『集異記』から本集へ転録したものかも知れない。 |
| 41       | 戴孚                     | 周頌（巻382）       | ─              | ─                                        |                                                       | 未詳。明鈔本『広記』には「出異聞録」とあるが談刻本には「出広異記」とある。「異聞「録」」という記載も相俟って本集所収作との確言は出来ない（『広異記』に就いては上記参照）。 |
| 42       | 李公佐                   | 李湯（巻467）       | ─              | ─                                        | 古岳瀆経 （『集註分類東坡先生詩』・『山谷外集詩注』） | 王十朋（おうじゅうほう）『集註分類東坡先生詩（しっちゅうぶんるいとうばせんせいし）』巻2の「濠州七絶・塗山」において「川鎖支祁水尚渾」の程縯（ていえん）に依る句注に「異聞集載古岳瀆経」として引かれ、史容（しよう）『山谷外集詩注（さんこくがいしゅうしちゅう）』巻第14、「別蒋穎叔」の「支祁窘束縮怒濤」の句注に「異聞集載古岳瀆経云」として略同文が引かれる。『広記』巻467「李湯」がその原文と推測され、そこには「出戎幕閑談」とあるが恐らくは李公佐の撰書として単行されたものを本集や『戎幕閑談（じゅうばくかんだん）』（韋絢（いけん）の編著）が収録したものと思われる。また、原題は元代の陶宗儀（とうそうぎ）『南村輟耕録（なんそんてっこうろく）』巻29の「淮渦神」条に「古岳瀆経に云く」とあるので一に『古岳瀆経（こがくとくけい）』とされるが、元来は別題であった可能性もある。 |
| 43       | 不明                     | 桜桃青衣（巻281）   | ─              | ─                                        | 桜桃青衣 （『錦繍萬花谷』）                           | 『錦繍萬花谷（きんしゅうばんかこく）』後集巻37に「出異聞集」として引載する。『広記』も同題で引くが撰者出処は示していない。なお、明代『五朝小説（ごちょうしょうせつ）』や『唐人説薈』には任蕃（じんばん）『夢遊録』からとして収録するが偽託である。 |
| 44       | 陳鴻祖（ちんこうそ）     | 東城老父伝（巻485） | ─              | ─                                        | 東城老父伝 （『杜工部草堂詩箋』・『歳時広記』）       | 陳鴻祖『東城老父伝（とうじょうろうふでん）』。 蔡夢弼（さいぼうひつ）『杜工部草堂詩箋（とこうぶそうどうしせん）』巻第29「闘鶏」条で「闘鶏初賜錦」の注に「陳翰異聞集」として引き、陳元靚（ちんげんせい）『歳時広記（さいじこうき）』巻第17「治鶏坊」条も「陳翰異聞録に云く」として引く（但し、共に「東城父老伝」とす）。『広記』にも収まるが題下に「陳鴻撰」とあるのみで出処を示さず、『宋史』芸文志に「陳鴻『東城父老伝』一巻」とあるので宋代に単行していたことが知られる。ただし、これらが作者を陳鴻とするのは文中の記載から陳鴻祖（ちんこうそ）の誤りであろうと考えられている。 |
| 45       | 裴鉶                     | 虬髯客（巻194）     | ─              | （紅払妓）                               |                                                       | 『広記』には「出虬髯伝」とあり『紺珠集』は裴鉶『伝奇』中の1篇とする。李剣国は裴鉶『伝奇』所収の「虬鬚客伝（きゅうしゅきゃくでん）」が『虬髯客伝（きゅうぜんきゃくでん）』として単行された一方で本集にも採録されたものと説く。 |
| 番外     |                          |                     |                |                                          |                                                       | |
| (46)     | 不明                     | ─                   | ─              | ─                                        | 王魁 （『直斎書録解題』）                             | 陳振孫が目にした本集の第7巻に本篇が載せられていたらしく、『直斎書録解題』で本篇の後人の勦入たる事を指摘している。 |
| (47)     | 不明                     | ─                   | ─              | ─                                        | 書仙伝 （『宋栞施顧注蘇詩』）                         | 施元之（しげんし）と顧禧（こき）の『宋栞施顧注蘇詩（そうかんしこちゅうそし）』巻15の「百歩洪」の注に「異聞集書仙歌、長安南坡云々」と見えるが、誤り乃至は後人の勦入である。 |

### 註
1. ↑  王書は藝文印書舘刊、中華民國62年、程書は中華書局刊、1981年。
2. ↑  「蔵」字を脱す。
3. ↑  作中朱泚の乱（中国語版）が語られていて時代が合わない。
4. ↑  李劍國『唐五代志怪傳奇叙録』（第2刷）「鏡龍圖記」（上冊第1巻）、南開大學出版社、1998年。
5. ↑  名の度は「たく」と読んだ（読ませた）という説もある（成瀬哲生『古鏡記・補江総白猿伝・遊仙窟』（中国古典小説選4）「古鏡記」解説、明治書院、2005年）。
6. ↑  『文苑英華』巻737所引。
7. ↑  成瀬前掲書。
8. ↑  巻6小説類下。
9. ↑  巻66芸文略第4「貨宝」。
10. ↑  小南一郎『唐代伝奇小説論』第1章「古鏡記」、岩波書店、2014年。
11. ↑  李前掲書上冊第2巻「集異記」及び下冊第3巻「異聞集」。
12. ↑  『文苑英華』巻378、『唐文粋（中国語版）』巻94等所引。
13. ↑  近藤春雄『唐代小説の研究』第3章第5節甲b4「柳氏伝」、笠間書院、昭和53年。
14. ↑  今村与志雄『唐宋伝奇集（上）』「鳴珂曲の美女」訳注、岩波文庫、1988年。
15. ↑  近藤前掲書第3章第1節4「作者題名異同表」。
16. ↑  黒田真美子『枕中記・李娃伝・鶯鶯伝他』（中国古典小説選5）「霍小玉伝」余説、明治書院、2006年。
17. ↑  『詩人玉屑』巻12苦吟句踏襲句条、「徘徊花上月、空度可憐宵」の両句。
18. ↑  黒田前掲書「鶯鶯伝」余説。
19. ↑  黒田前掲書「南柯太守伝」余説。
20. ↑  今村前掲書「南柯の一夢」訳注。
21. ↑  但し、現伝する鄭権の官歴に鄭州刺史は見えない。
22. ↑  黒田前掲書「謝小娥伝」余説。
23. ↑  なお、「尼妙寂」の原収録元は李復言『続玄怪録』であった可能性もある（「玄怪録」及び「続玄怪録」参照）。
24. ↑  但し、王はこの注記を後人に依るものと疑っている。
25. ↑  溝部良恵『広異記・玄怪録・宣室志他』（中国古典小説選6）「玄怪録（抄）解説」、明治書院、2008年。賈説は張洎『賈氏譚録』や晁前掲書巻13に見える。
26. ↑  前野直彬『唐代伝奇集』2「作品改題」、平凡社東洋文庫、昭和38年。
27. ↑  王は後人の追記と見ている。
28. ↑  黒田前掲書「任氏伝」余説。
29. ↑  『全唐文』巻512所載。
30. ↑  志第50芸文4。
31. ↑  談刻本と明鈔本に就いては「太平広記#刊本」参照。
32. ↑  李前掲書下冊第3巻「陸氏集異記」及び「異聞集」。
33. ↑  魯迅『唐宋伝奇集』所収「稗辺小綴」。『魯迅全集』12、学習研究社、昭和60年に拠る。
34. ↑  志第156芸文2。
35. ↑  近藤前掲『唐代小説の研究』第3章第5節丁。
36. ↑  黒田前掲書「東城老父伝」解説。
37. ↑  李前掲書下冊第3巻「虬鬚客傳」及び「傳奇」「異聞集」。
38. ↑  作中の王魁はその事績から宋代の王魁たる事明らかであり、従って何らかの時空現象が起きない限りは唐末編纂の本集に載せられる筈はない。
39. ↑  前掲程書、李書「異聞集」。